# Knowmad mood
knowmad mood, anteriormente conocida como atSistemas, es una empresa española de consultoría, servicios de tecnologías de la información y desarrollo de software. Con más de 2.850 profesionales y una facturación de 210 millones de euros en 2024, ofrece soluciones innovadoras y acompaña en su transformación digital a más de 600 clientes. Desde sus oficinas de España, Italia, Portugal, Reino Unido, Estados Unidos, Uruguay y Marruecos realizan proyectos de arquitectura, desarrollo, integración de sistemas y servicios gestionados.

## Historia
atSistemas fue creada en 1994 por su fundador José María López, y posteriormente adquirida por José Manuel Rufino, actual CEO de la compañía, y Miguel Ángel Sacristán, actual director comercial de la compañía. En diciembre de 2022 se incorporó al mercado BME Growth, ostentando entre ambos, José Manuel y Miguel Ángel, la mayoría del accionariado.
En mayo de 2023, la compañía pasó a llamarse knowmad mood. El grupo tecnológico quedaba así compuesto por knowmad mood, resultado de la fusión de atSistemas y Digital Wolves (división de servicios de transformación digital), y DEXS, división que ofrece soluciones de formación, tecnología y servicios. Con dicho cambio de identidad corporativa, la dirección de la empresa manifestaba su intención de «alinear la percepción de la marca con sus objetivos de posicionamiento y de expansión internacional».